# آزادماهی استرالیایی
آزادماهی استرالیایی (نام علمی: Arripis trutta) نام یک گونه از سرده آزادماهی استرالیا است.